# ریزفیلم
میکروفرم (به انگلیسی: Microform) نام عمومی مدارکی است که بر روی فیلم عکاسی یا کاغذ ریزنگاری شده باشد. تصویر ریزنگاری شده معمولاً در حدود یک بیست و پنجم مدرک اصلی است. «میکروفیلم» رایج‌ترین نوع میکروفرم است.
اصطلاحی عام برای همه شکلهای ریزپیشینه، مانند میکروفیلم، میکروفیش، برگه غیرشفاف که صفحاتی که از طریق عکاسی به ابعاد کوچک تبدیل شده‌اند، بر روی آن‌ها چاپ می‌شوند. برای خواندن انواع میکروفرمها از درشت‌نماهای خاصی استفاده می‌شود.